# Jamil Mezher
Jamil Saleh Abdullah Mezher (àrab: جميل صالح عبد الله مزهر, Jamīl Ṣāliḥ ʿAbd Allāh Mazhar), més conegut com a Jamil Mezher o Jamil Mazhar, (Gaza, 16 de juliol de 1964) és un polític comunista palestí, que exerceix des de 2022 com a vicesecretari general del Front Popular per a l'Alliberament de Palestina (FPAP), una organització marxista-leninista nacionalista palestina.

## Trajectòria
Nascut a Gaza l'any 1964, en el bressol d'una família de refugiats que es va instal·lar al camp de Nuseirat, es va afiliar al Front Popular per a l'Alliberament de Palestina (FPAP) l'any 1980, quan tenia 16 anys. Es va llicenciar en Administració. Per les seves activitats, les forces israelianes el van detenir dues vegades, una el 1989 i una altra el 1992. Va començar a ascendir a les files del partit i, sobretot després de la guerra civil de Gaza entre Fatah i Hamàs, es va convertir en un element clau de la reestructuració del sistema administratiu, polític i organitzatiu del FPAP a la Franja de Gaza. El FPAP en aquell moment, especialment a la Franja de Gaza, va caure en un desordre total i va perdre rellevància. Tanmateix, Mezher i altres van aconseguir provocar un «renaixement» del FPAP al territori posant les bases de l'organització i solidificant la seva estructura. Finalment, es va convertir en el cap del FPAP a la Franja de Gaza. Durant la guerra de Gaza de 2008-2009 va ser objecte d'un intent d'assassinat israelià al camp de Nuseirat, on va ser el blanc de la seva casa, al qual va sobreviure. Va tenir un rol important en l'organització i l'establiment de diverses societats civils i organitzacions benèfiques de caràcter esquerranista i progressista. El maig de 2022, durant el 8è Congrés Nacional del Front Popular, va ser escollit com a vicesecretari general del FPAP. També va tenir un paper clau en l'organització del FPAP en la preparació i l'inici de la Guerra entre Israel i Gaza de 2023, i, un mes abans que esclatés, es va traslladar de la Franja per a anar a Síria.